# Čaruga (1991.)
Čaruga, hrvatski dugometražni film iz 1991. godine redatelja Rajka Grlića. Snimanje filma započelo je 27. veljače 1990. Premijera filma održala se 28. ožujka 1991. u kinu „Studentski Centar“ u Zagrebu.
Temelji se na noveli Ivana Kušana, koja opisuje istinite događaje iz života slavonskoga razbojnika Jovana Stanisavljevića Čaruge.

## Glavne uloge
- Ivo Gregurević (Čaruga)
- Davor Janjić (Mali)
- Branka Trlin-Matula (Manda)
- Ena Begović (Svilena)
- Petar Božović (Žandar Gile)
- Dejan Aćimović (Matota)
- Filip Šovagović (Krmpotić)
- Branislav Lečić (Crveni Božo)
- Petar Arsovski (Ćurković)
- Nenad Stojanovski (Lajtnant)
- Gojmir Lešnjak (Ugljenac)
- Danko Ljuština (Jatak Uroš)

## Vanjske poveznice
- Čaruga u internetskoj bazi filmova IMDb-a